# Municipio de Abasolo (Nuevo León)
El municipio de Abasolo es un municipio del estado de Nuevo León, México, es el municipio más pequeño de la entidad y está situado en la región Centro-Periférica que rodea a la actual Zona Metropolitana de Monterrey. El municipio es nombrado así en honor a José Mariano Abasolo, quien participó en la Independencia de México. Su nombre proviene del euskera abat "sacerdote" y solo "campo".

## Geografía
El municipio limita con Hidalgo y El Carmen, la extensión territorial es de 47.45 kilómetros cuadrados. La cabecera municipal se encuentra en un valle que forman la Sierra del Fraile y la Sierra de Minas Viejas.

## Historia
Después de San Pedro Garza García, Abasolo es considerado el municipio más pequeño del estado de Nuevo León. Su historia comienza con uno de los hombres que más influyeron en la población del Valle de las Salinas, el capitán Bernabé de las Casas. Las mercedes de tierra que fue adquiriendo a partir de que se avecindó en este valle, en 1610, llegaron a conformar un gran latifundio que se extendía desde lo que es hoy el municipio de General Escobedo, N.L. hasta los límites de la provincia de Coahuila.
Los hijos del capitán Bernabé de las Casas llevaron como dote al matrimonio extensas estancias mineras. De ahí nacieron los hoy municipios de Abasolo, El Carmen, Hidalgo y Mina.
Una de las hijas de Bernabé de las Casas, Beatriz, tuvo como dote, al casarse con Diego de Villarreal, quien había llegado en 1608 procedente de San Miguel el Grande, Guanajuato, la hacienda La Eguía. Ahí, Diego Villarreal, considerado como una de las figuras prominentes de la época y uno de los más destacados pobladores del municipio, levantó una productiva hacienda que se beneficiaba de metales, principalmente plata.
En 1624, se creó la alcaldía mayor de Salinas. Al consumarse le sobrevinieron dificultades de orden administrativo. Los vecinos se reunieron en Viudas y solicitaron a la diputación permanente, su separación del Valle de Salinas, ésta accedió a la formación de un nuevo distrito, pero el ayuntamiento no se instaló en Viudas sino en el Pueblito, hoy Hidalgo.
Los vecinos de Nuestra Señora de Eguía continuaron acariciando la posibilidad de erigirse en distrito, ya que Eguía era una de las haciendas más importantes. No fue sino hasta el 15 de abril de 1826, que se erigió en un nuevo distrito, con cabecera en Viudas, según el decreto número 145 que sancionaba el provincial número 117, y se cambió el nombre por el de Abasolo.
Desde 1760 y hasta las primeras tres décadas del siglo XIX, el principal impulsor de la provincia fue Santiago Villarreal, nieto de uno de los principales pobladores; fue protector de numerosos jóvenes, costeó los estudios de muchos nuevoleoneses y gozó de gran influencia en la vida política de la entidad.
Al entrar a Monterrey, en enero de 1811 el patriota mexicano, Mariano Jiménez nombra Gobernador del Nuevo Reino León, a don Santiago Villarreal, en sustitución de don Manuel de Santa María, permaneciendo al frente del gobierno hasta el primero de abril de ese mismo año. Después de su muerte, los vecinos de Abasolo y del Valle de Salinas le mencionaban llamándole El Virrey Chiquito.

## Escudo
Escudo de forma portuguesa y/o francesa, cuartelado en cruz, con escusón, bordura y yelmo en la parte superior y divisa en la parte inferior. En el cuartel diestro superior se tiene la Sierra del Fraile como representación geográfica. En el cuartel siniestro superior se muestra el templo de Nuestra Señora de Guadalupe como representación cultural.
El cuartel diestro inferior tiene la fachada principal del edificio de la presidencia municipal. En el cuartel siniestro inferior se tiene un león rampante, lampazado y coronado sobre fondo en plata. Escusón: Efigie del insurgente José Mariano Abasolo, en cuyo honor se dio nombre a este municipio.
En la bordura ostenta el nombre antiguo del municipio “Hacienda de Eguía y de Viudas”, así como el año de fundación (1648) y de elevación a villa (1827) En la divisa se observa el nombre actual del municipio, Abasolo, N.L.

## Cultura
La actividad principal de los pobladores es el comercio, destacando varios restaurantes y bares, como pequeños talleres y bloqueras. También se fabrican mosaicos y artículos de plásticos diversos para uso industrial.
Su ciudad cabecera Abasolo, según el II Conteo de Población y Vivienda 2010 efectuado por el Instituto Nacional de Estadística y Geografía, tenía en ese año una población de 2,791 habitantes. Sus principales atractivos son la plaza principal, la casa que alberga el Palacio municipal, y el templo de Nuestra Señora de Guadalupe, en donde se exhibe el óleo Nuestra Señora de Guadalupe, pintado en 1760 por José C. Alcíbar, el cual fue discípulo de Miguel Cabrera. El balneario Chupaderos es un sitio para agradables paseos campestres.